# 다떼현
다떼현(베트남어: Huyện Đạ Tẻh)은 베트남 중부 고원 지방 럼동성에 있는 현이다. 인구는 2003년을 기준으로 48,590명이고, 면적은 524 km2이며, 현의 현도는 다떼 시진에 위치해 있다.

## 행정 구역

### 시진
- 다떼 시진 (Thị trấn Đạ Tẻh)

### 사
- 안년 사 (Xã An Nhơn, 安仁社)
- 다코 사 (Đạ Kho)
- 달러이 사 (Xã Đạ Lây)
- 다팔 사 (Xã Đạ Pal)
- 미득 사 (Xã Mỹ Đức, 美德社)
- 꽝찌 사 (Xã Quảng Trị, 廣治社)
- 끄윽오아이 사 (Xã Quốc Oai, 國威社)
- 쩨우하이 사 (Xã Triệu Hải, 肇海社)